# Laïcité, Inch'Allah !
Laïcité, Inch’Allah! és una pel·lícula documental francesa-tunisiana del 2011 dirigida per Nadia El Fani.
Rodada a Tunísia abans de la imminent Revolució del Gessamí, un moviment popular de protesta contra l'aleshores president Zine El Abidine Ben Ali, la pel·lícula se centra en les qüestions de la classe intel·lectual del país, més orientada cap al laïcisme, i els contrastos amb la religiositat que encara impregnava la qüestió de la llibertat i del secularisme de la societat, si s'obriria la societat o el socialisme al fonamentalisme religiós.
Inicialment titulada Ni Allah ni maître («Ni Al·là ni padró»,seguint la línia del lema anarquista Ni Déu, ni Estat, ni servidors, ni amos), la directora va decidir rebatejar-lo com a Laïcité, Inch’Allah! («Laïcitat, si Déu vol!») després de les primeres projeccions al país el juny de 2011 que havien suscitat polèmica, disturbis, acusacions d'ofensa a la religió i amenaces dels exponents més fonamentalistes de l'Islam local, i amb aquest nou títol es va distribuir a França el 21 de setembre.

## La pel·lícula
L'estructura de la pel·lícula és un documental rodat en temps real poc abans de les protestes contra el president tunisià Ben Ali i la creixent crisi econòmica al país; Nadia El Fani va començar a rodar durant el Ramadà del 2010 amb l'objectiu d'oferir un apartat transversal de la societat tunisiana, dividida entre reivindicacions de laïcisme, en gran part prerrogativa de les classes més educades del país, i tancaments ideològics de caràcter religiós.
El documental també destaca el contrast entre aquestes dues ànimes, exemplificat per les imatges de militants feministes i islamistes enfrontades durant una manifestació.
El Fani, durant el documental, no amaga el seu ateisme, ni deixa d'assenyalar que la classe més laica és també la menys desfavorida econòmicament i la més antiga, ni, de nou, no falten evidències periodístiques de com la religió ha anat guanyant influència a poc a poc en la vida dels joves pertanyents a les classes menys benestants.
Una segona part de la pel·lícula es va rodar l'abril de 2011 i en ella el director va recollir les inquietuds dels que temien que una nova constitució, arran de la deposició de Ben Ali i el canvi de règim, pogués comportar un major pes de la religió a la societat i la reducció de moltes llibertats personals.
Presentat fora de competició al 64è Festival Internacional de Cinema de Canes i posteriorment distribuït a Tunísia el juny de 2011 amb el títol Ni Allah ni maître en el període comprès entre la Revolució del gessamí i la Primavera Àrab, la pel·lícula va provocar reaccions violentes i descontrolades, amb disturbis al carrer, amenaces de mort a la directora, detencions i peticions de censura; això va fer que El Fani canviés el títol pel que després es va distribuir a França als cinemes per Jour2Fête a partir del 21 de setembre. En aquell país va ser immediatament patrocinat pel moviment feminista Ni putes ni soumises i per la Lliga francesa pels drests humans i va aconseguir el Prix de la Laïcité 2011 de l'associació laica francesa Comité Laïcité Republique.
A Italia, a part de breus passatges l'any 2011 en esdeveniments temàtics sobre cinema africà o Mediterrani, la pel·lícula no va trobar distribució.
Va ser l’Unione degli Atei e degli Agnostici Razionalisti, que ja havia aportat fons per a la finalització de la pel·lícula responent a una crida de la directora, encarregant-se també de la traducció dels diàlegs a l'italià, la subtitulació i, finalment, la distribució a Itàlia a partir del març de 2014, de manera gratuïta o sovint dins de ressenyes temàtiques.
El 24 de juny de 2015, de nou per iniciativa de la UAAR, la pel·lícula es va presentar a Campidoglio amb el patrocini del municipi de Roma.